# Shivaragudda
|  | Denne artikel er oprettet af botten PalnaBot ud fra en ekstern database. Den kan derfor have sproglige fejl eller mangler. Denne skabelon kan fjernes efter kontrol af indholdet. |

Shivaragudda er en film instrueret af Per B. Holst.

## Handling
En redegørelse for arbejdet på landbrugsskolen Shivaragudda, der er et led i Mellemfolkeligt Samvirkes Mysore-projektet, som har til formål dels at yde direkte teknisk og undervisningsmæssig hjælp på det landbrugsfaglige område, dels gennem gensidigt oplysningsarbejde at bidrage til udveksling af kulturelle værdier.